# 前川優子
前川優子（1971年10月8日—）是日本大阪府出身的女聲優。以前所屬事務所是Media Force。

## 主要出演作品

### 電視動畫
- 電腦冒險記網絡潛行者（桜庭コウジ）
- 心跳♡傳說 咕嚕咕嚕魔法陣（ナナコナ）
- 全職獵人（妮翁·諾斯拉、凸眼魚、柯特·揍敵客、升降機女子）
- 生肖奇緣（女高中生）
- 水色時代（女孩、同班生、學生、女學生）
- 小淘氣系列（Chuckie Finster）

### OVA
- 全職獵人 G・I Final（柯特·揍敵客、binder的聲音）

### 遊戲
- Weddding Peach（ジュラド）
- （舞妓）
- 神無之鳥（真部恭子）

### CD
- （女孩）
- （真琴‧室生美登利）